# Утченко, Сергей Львович
Серге́й Льво́вич У́тченко (14 декабря 1908, Петербург, Российская империя — 2 мая 1976) — советский историк античности, доктор исторических наук (1949), профессор МГУ. Преподавал также в ЛГУ, Историко-архивном институте и Московском педагогическом институте.

## Биография
В 1925 году окончил семилетку в 68-й единой трудовой школе. В 1926—1930 годах проработал подручным на заводе «Метприбор». В 1930 году поступил в Ленинградский химикотехнологический институт, а в 1932 году перевёлся в Ленинградский государственный университет (ЛГУ) на химический факультет. В 1934 году перешёл на 4 курс исторического факультета. В 1935—1939 годах прошёл аспирантуру в том же университете и по завершении защитил кандидатскую диссертацию. Член ВКП(б) с 1931 года. В период 1939—1941 годов занимался преподаванием на историческом факультете ЛГУ.
Участник Великой Отечественной войны. По воспоминаниям историка М. Б. Рабиновича, «В начале войны С. Л. Утченко мобилизовали и направили в Военно-политическую академию (ее уже эвакуировали в Башкирию), которую он с блеском закончил (Утченко был очень способным человеком). Однако, при распределении его направили не в действующую армию, в какую-либо часть комиссаром, а в Сибирь, в город Омск, куда он и прибыл жестокой зимой 1942—1943 года. В военкомате он передал запечатанный пакет с документами, вскрыв который военком сказал ничего не подозревавшему Утченко, что с такой характеристикой ему, несмотря на отличный аттестат об окончании академии, можно рассчитывать разве что на штрафной батальон. Проникшийся к Утченко симпатией, военком рекомендовал ему линию поведения, какая и помогла ему основаться в Омске. Что же произошло? Подростком Утченко (в двадцатые годы) жил в Берлине и работал там в типографии у своего дяди. Этим воспоминанием он с кем-то неосторожно поделился, немедленно последовал донос, и Утченко как потенциально-возможного немецкого агента направили в Сибирь с соответствующей характеристикой. От штрафбата он уцелел, но в течение почти двух лет должен был преподавать общественные дисциплины в Омской школе военных поваров! Только в конце войны его, знающего язык, направили в Германию. Не исключено, что это недоразумение, испортившее Утченко много крови, все же спасло ему жизнь».
В 1949 году защитил докторскую диссертацию. С 1950 года был утверждён в должности заместителя директора, а потом и заведующим сектора древней истории Института истории (после 1968 года — Института всеобщей истории) АН СССР.
С 1950 по 1954 год преподавал в Московском государственном университете, а также там утверждён в звании профессора. В 1954—1960 годы был заведующим кафедры всеобщей истории в Историко-архивном институте. С 1969 года и до конца жизни преподавал в Московском государственном педагогическом институте.
Основные работы посвящены истории политической борьбы в Риме на рубеже I века до н. э. и I века н. э. Был редактором журнала «Вестник древней истории» (стал заместителем главреда С.В. Киселева в 1951 г. и уже тогда de facto руководил журналом).
В 1951 году в ВДИ вышла его статья «О классах и классовой структуре античного рабовладельческого общества», отличившаяся, как отмечает А. П. Беликов, смелым для своего времени выводом о том, что в рабовладельческом обществе, наряду с рабами и рабовладельцами, существовали «не основные» классы.
Умер 2 мая 1976 года. Похоронен на Кунцевском кладбище.

## Основные работы
- Идейно-политическая борьба в Риме накануне падения Республики: (Из истории политических идей I в. до н. э.) — М.: Изд-во АН СССР, 1952. — 300 с.
- Кризис и падение Римской республики. — М.: Наука, 1965. — 288 с.
- Глазами историка. — М.: Наука, 1966. — 264 с.
- Древний Рим: События. Люди. Идеи. — М.: Наука, 1969. — 324 с.
- Цицерон и его время. — М.: Мысль, 1973. — 390 с.
  - 2-е изд. — М.: Мысль, 1986. — 351 с.
- Юлий Цезарь. — М.: Мысль, 1976. — 365 с.
  - 2-е изд. — М.: Мысль, 1984. — 342 с.
- Политические учения Древнего Рима (III—I вв. до н. э.). — М.: Наука, 1977. — 256 с.